# Leipziger Vokalromantiker
Die Leipziger Vokalromantiker wurden 1987 gegründet. Acht Sänger bildeten das Männerchorensemble, dessen Mitglieder auch dem Leipziger Rundfunkchor und dem Opernchor angehörten. Musikalischer Schwerpunkt war die Pflege der romantischen Männerchorliteratur.
In den Konzerten der Leipziger Vokalromantiker erklangen auch Gesänge des Gregorianischen Chorals bis hin zu zeitgenössischen Kompositionen, z. B. Songs der Comedian Harmonists (teilweise selbst bearbeitet).
Um ihren Konzertbesuchern ein abwechslungsreiches Repertoire zu bieten, kombinierten sie ihre Stimmen mit Instrumenten wie der Harfe.
Das Ensemble veröffentlichte sieben Tonträger (Stand: Dezember 2011), es bestand bis etwa 2016.

## Mitglieder
Die Mitglieder waren Thomas Ratzak (2. Bass, musikalische Leitung), Andreas Fischer (1. Tenor), Victor Gaviola (1. Tenor), Georg Nischik (2. Tenor), Tino Hölzel (2. Tenor), Andreas Bläß (1. Bass), Tobias Deckelmann (1. Bass) und Axel Wischebrink (2. Bass).